# Ștefan Glăvan
Ștefan Glăvan (n. 20 decembrie 1939, Constanța, România) este un fost senator român în legislatura 1990-1992, ales în județul Timiș pe listele partidului FSN. În cadrul activității sale parlamentare în legislatura 1990-1992, Ștefan Glăvan a fost membru în grupurile parlamentare de prietenie cu Republica Franceză-Senat, Canada, Australia, Republica Argentina și Republica Chile.  În legislatura 1992-1996, Ștefan Glăvan a fost deputat ales deputat pe listele PD și a fost membru în grupurile parlamentare de prietenie cu Republica Franceză-Adunarea Națională și Republica Venezuela. În legislatura 2004-2008, Ștefan Glăvan a fost ales deputat pe listele Partidului Conservator și a fost membru în grupurile parlamentare de prietenie cu Muntenegro, Republica Cipru și Republica Algeriană Democratică și Populară.   
În perioada 1996-2000, Ștefan Glăvan a fost ambasador al României în Serbia și Muntenegru. 
Ștefan Glăvan este profesor la Universitatea Politehnica din Timișoara din anul 1986.